# Хварская культура
Хварская культура — (3900-3300 г. до н. э.) — археологическая культура позднего неолита — медного века, наследник данильской культуры.
Классическая хварская культура развивалась на восточном побережье Адриатического моря на среднедалматинском побережье — Корчула, Хвар, Пелешац. Первые находки сделаны у города Хвар — пещера Грапчева (остатки парусной лодки), однако встречаются по всему побережью. Люди этой культуры жили на открытом пространстве, однако в то же время часто обитали и в пещерах.
Использовали широкие низкие миски и яйцевидные сосуды с коническим горлышком без орнамента.